# Mycomya avala
Mycomya avala är en tvåvingeart som beskrevs av Vaisanen 1984. Mycomya avala ingår i släktet Mycomya och familjen svampmyggor.
Artens utbredningsområde är Finland. Arten har ej påträffats i Sverige. Inga underarter finns listade i Catalogue of Life.